# Nóvoie Argvani
Nóvoie Argvani (en rus: Новое Аргвани) és un poble del Daguestan, a Rússia, que en el cens del 2010 tenia 1.463 habitants. Pertany al districte rural de Mekhelta.